# Sportfest-Toto 6 aus 49
Als Sportfest-Toto 6 aus 49 gab es in der DDR bis in die 1970er Jahre das Lottospiel „6 aus 49“. Der Tippschein war quer gestaltet, die 49 Kästchen enthielten 49 verschiedene Sportarten (ähnlich wie später die 35 Fernsehgenres beim Tele-Lotto 5 aus 35).
Irgendwann gab der VEB Vereinigte Wettspielbetriebe das Tippen nach Sportarten auf, vermutlich, um mehr Tipps auf einen Tippschein zu bekommen. Fortan wurde 6 aus 49 wie im Westen als Zahlenlotto gespielt.
Die 49 Sportarten waren:
1. Angeln
2. Basketball
3. Billard
4. Bobfahren
5. Boxen
6. Eishockey
7. Eiskunstlauf
8. Eisschnelllauf
9. Eissegeln
10. Faustball
11. Fechten
12. Fußball
13. Gewichtheben
14. Gymnastik
15. Handball
16. Hindernislauf
17. Hochsprung
18. Hockey
19. Judo
20. Kanu
21. Kegeln
22. Kugelstoßen
23. Kunstspringen
24. Marathonlauf
25. Motorrennsport
26. Motorwassersport
27. Radball
28. Radfahren
29. Reiten
30. Rollschuhlauf
31. Rudern
32. Ringen
33. Schach
34. Schießsport
35. Schwimmen
36. Segelflug
37. Segeln
38. Skilauf
39. Speerwurf
40. Stabhochsprung
41. Staffellauf
42. Tennis
43. Tischtennis
44. Touristik
45. Turnen
46. Volleyball
47. Waldlauf
48. Wasserball
49. Weitsprung